# Chilperich II. Burgundský
Chilperich II. Burgundský (latinsky Chilpericus; 5. století? – 473/486?) byl princ a král Burgundů. Jeho dcerou byla Chrodechilda, franská královna, manželka Chlodvíka I.
Byl třetím ze čtyř synů Gondiocha, krále Burgundů. Jeho bratry byli Godomar II. Gundobad a Godegisel. Po smrti krále Gondiocha a strýce Chilpericha I. se spolu s bratry stal dědicem království Burgundů. V minulosti historici předpokládali, že bratři vládli společnou suverenitou jako tetrarchové, každý ze svého sídla. Godomar II. ze svého sídla ve Vienne. Godegisel z oblasti dnešní Ženevy, Gundobad z oblasti Valence a Chilperich II. z oblasti Lyonu.
Novější výzkumy informace o společné vládě bratrů silně zpochybňují. Řehoř z Tours téměř o století později ve své historiografii Historia Francorum zaznamenal, že Gundobad s bratry soupeřil v boji o moc. Historik Justin Favrod se domnívá, že Chilperich II. a Godomar II. byli Gundobadem zavraždění ještě dříve než zemřel jejich strýc a král Chilperich I., a proto Burgundům pravděpodobně nikdy nevládli. Zpochybňuje i přesná data úmrtí Gondiochových synů. Novější výzkumy proto předpokládají, že Godomar II. i Chilperich II. byli Gundobadem zavražděni již v roce 476 či 477 a o moc v království Burgundů soupeřili pouze Godegisel s Gundobadem, Jiné zdroje uvádějí, že Godomar II. a Chilperich II. byli zavražděni až v roce 486. Podle Řehoře byl Chilperich II. a jeho dva synové na příkaz Gundobada sťati. Chilperichova manželka Agrippina Carétèna byla rovněž zavražděna tak, že jí Gundobad kolem krku nechal uvázat kámen a hodit do studny, ale epitaf na její hrobce ukazuje, že zemřela až v roce 506. Chilpericovy dvě dcery byly odsouzeny k vyhnanství, starší dcera Chroma odešla do kláštera, kde se stala jeptiškou. Druhou dceru Chrodechildu spatřili vyslanci Chlodvíka I., kteří svému králi řekli o její kráse a inteligenci. Chlodvík poté požádal Gundobada o Chrodechildinu ruku. Gundobad se ji prý bál zapřít, ale je pravděpodobné, že Chrodechildu Chlodvíkovi nabídl jako akt diplomacie, nikoli jako akt podřízenosti.

## Seznam burgundských králů
| Seznam burgundských králů Zdroje se často rozcházejí a tak data o králích Burgundska nemusejí být přesné                                                                  |                                                                                       |                                                                                               |                                                                                               |
| Sbírka zákonů Lex Burgundionum: Hlava III, De la liberté de nos esclaves, cituje jména Gundobadových předků v « královské paměti»: Gibica, Godomar I., Giselher, Gundahar |                                                                                       |                                                                                               |                                                                                               |
| Germánie - Porýní |                                                                                       |                                                                                               |                                                                                               |
| Gibica ? Historický nebo mytický předek burgundských králů |                                                                                       |                                                                                               |                                                                                               |
| Godomar I. ? | Giselher ?                                                                            | Gundahar ?                                                                                    | Gundahar ?                                                                                    |
| Vládli ve stejnou dobu, nebo jeden po druhém? |                                                                                       |                                                                                               |                                                                                               |
| Království ve Wormsu ? |                                                                                       |                                                                                               |                                                                                               |
| Gundahar († asi 436/437 ?) |                                                                                       |                                                                                               |                                                                                               |
| Vládl Sapaudii, (Ženevský region) a rozšířil království do údolí Rhôny a Saôny                                                                                            |                                                                                       |                                                                                               |                                                                                               |
| Gondioch († asi 463-473 ?) | Gondioch († asi 463-473 ?)                                                            | Chilperich I. († asi 476 ?)                                                                   | Chilperich I. († asi 476 ?)                                                                   |
| Chilperich I. po smrti Gondiocha vládl sám († asi 476 ?) Neměl mužské potomky                                                                                             |                                                                                       |                                                                                               |                                                                                               |
| Čtyři synové Gondiocha |                                                                                       |                                                                                               |                                                                                               |
| Godomar II. († datum úmrtí neznámé, ale před rokem 476. Nevládl) | Chilperich II. († datum úmrtí neznámé, ale před rokem 476. Nevládl) Otec Chrodechildy | Godegisel manželka Theodelinda                                                                | Gundobad manželka Carétène († 516)                                                            |
| Godegisel († 500) | Godegisel († 500)                                                                     | Gundobad († 516)                                                                              | Gundobad († 516)                                                                              |
| Gundobad po smrti Godegisela vládl sám († 516) |                                                                                       |                                                                                               |                                                                                               |
| Gundobad († 516) | Gundobad († 516)                                                                      | Zikmund kolem roku 494 se oženil s ostrogótskou princeznou, dcerou krále Theodoricha Velikého | Zikmund kolem roku 494 se oženil s ostrogótskou princeznou, dcerou krále Theodoricha Velikého |
| Zikmund († 523) |                                                                                       |                                                                                               |                                                                                               |
| Godomar III. († po roce 534) |                                                                                       |                                                                                               |                                                                                               |
| V roce 534 království Burgundů zaniklo, stalo se součástí franské říše. Území rozděleno mezi franské krále.                                                               |                                                                                       |                                                                                               |                                                                                               |